# Мури-бай-Берн
Мури-бай-Берн (нем. Muri bei Bern) — коммуна в Швейцарии, в кантоне Берн.
До 2009 года входила в состав округа Берн, с 2010 года входит в округ Берн-Миттельланд. Население составляет 13 023 человека (на 31 декабря 2019 года). Официальный код — 0356.